# Philomecyna allardi
Philomecyna allardi là một loài bọ cánh cứng trong họ Cerambycidae.